# آزپیلکوتا
آزپیلکوتا (به اسپانیایی: Azpilcueta) یک منطقهٔ مسکونی در اسپانیا است که در Baztan واقع شده‌است. آزپیلکوتا ۱۸۸ نفر جمعیت دارد.